# Манаті
Шаблон:StateAbbr_ 27°29′ пн. ш. 82°22′ зх. д. / 27.48° пн. ш. 82.36° зх. д.
Манаті (англ. Manatee County) — округ (графство) у штаті Флорида, США. Площа 2313 км².
Населення 322 833 особи (2010 рік). Центр округу — місто Брейдентон.
Округ виділений 1855 року з округів Гіллсборо й Орандж.
В окрузі розташовані міста Брейдентон й Палметто. Округ входить до агломерації Сарасоти — Брейдентона.

## Географія
За даними Бюро перепису населення США, загальна площа округу становить 893 квадратних милі (2 310 км²), з них 743 квадратних милі (1 920 км²) — суша, а 150 квадратних миль (390 км²) (16,8 %) — вода.

## Суміжні округи
- Гіллсборо — північ
- Полк — північний схід
- Гарді — схід
- Де-Сото — південний схід
- Сарасота — південь